# Битва при Полленции
Би́тва при Полле́нции (6 апреля 402 года) — сражение в предгорьях Западных Альп на севере Италии между армией Западной Римской империи и готами.
Сражение произошло в ходе первого вторжения готских племён под началом вождя Алариха в Италию. Римская армия под командованием Стилихона нанесла готам поражение, захватила их обоз, но не смогла полностью разгромить их. После сражения Аларих был вынужден заключить мирный договор с империей. Тем не менее современники высоко оценили эту победу Стилихона, так как была снята угроза похода готов на Рим.

## Предыстория

### Восстание визиготов
После смерти в январе 395 года последнего императора единой Римской империи Феодосия Великого восстали федераты империи — готы, расселённые по мирному договору Феодосием в 382 году на территории Нижней Мёзии (совр. северная Болгария). Готский историк Иордан называет причину в том, что они перестали получать дань от центральной власти, хотя понесли значительные потери в 394 году при свержении Евгения, узурпатора императорского трона на Западе. Готские племена, управлявшиеся до того времени разными вождями, избрали себе королём Алариха из знатного рода Балтов и выступили на арену истории как единая сила, позднее получившая у историков название визиготы.
Сначала Аларих повёл соплеменников на Константинополь, но после переговоров с префектом Руфином, управляющим Восточной Римской империей при императоре Аркадии, повернул на юг Балкан. В Фессалии везеготы столкнулись с превосходящими силами под командованием римского полководца Стилихона, который возглавлял пока ещё объединённые силы уже фактически расколотой Римской империи. Восточный император Аркадий, опасаясь усиления Стилихона, приказал тому вернуть легионы Восточной Римской империи и удалиться с её территории. Готы прорвались в Грецию, которую они опустошили. Были разорены Коринф, Аргос, Спарта, чудом уцелели Афины и Фивы.
В 397 году Стилихон высадился на Пелопоннесе и нанёс поражение готам, но не разгромил их из-за политических противоречий между Западной и Восточной империями. Аларих ушёл в Эпир, где заключил мир с императором Аркадием.

### Первый поход в Италию
Из Эпира в ноябре 401 года визиготы двинулись походом в Италию. Армия Западно-Римской империи в это время была вовлечена в подавление выступлений варваров на верхнем Дунае. Проникнув без особого сопротивления в Италию в районе Юлийских Альп (горный хребет на границе Италии и Словении), готы разгромили имперские войска на реке Тимаво (Timavus). Об этом небольшом сражении известно только по скупому упоминанию у Клавдиана.
Затем готы осадили или просто прошли мимо Аквилеи. Зимой они покорили множество неназванных городов в северо-восточной Италии, прежде чем осадили Медиоланум (совр. Милан), столицу Западной империи, в которой находился император Гонорий.
Стилихон в это время спешно собирал армию в придунайской провинции Реции из легионов, рассеянных на границе, и союзных варваров. По словам Клавдиана в панегирике, написанного по поводу победы при Полленции:

«Сначала собрались ближайшие войска, их верность проверена обороной Реции и размером их добычи, захваченной в Винделикии; затем легион, оставленный для защиты Британии […] Даже легионы, которые следили за льняноволосыми сигамбрами и которые удерживали хаттов и диких херусков в смирении, повернули своё грозное оружие, оставляя Рейн, чьи гарнизоны они составляли, на защиту только одного страха перед Римом.»

Зимой Стилихон с армией перешел через Альпы в Италию и в начале марта 402 года отогнал Алариха от Медиоланума. Готы пошли вдоль левого берега По на запад, достигнув западной окраины Лигурии в Коттийских Альпах. О намерениях готов существуют разные версии. Современники нашествия, поэты Клавдиан и Пруденций считали, что готы собирались повернуть на юг и идти на Рим. Готский историк Иордан писал о желании готов поселиться в Галлии.
После неудачной попытки захвата города Гасто (совр. итал. Асти) готы отошли вверх по реке Танаро и остановились в местечке Полленция, где их внезапно атаковал Стилихон.

## Сражение
Ход сражения восстанавливается из фрагментарных сообщений поэтов Клавдиана, Пруденция и раннехристианского историка Орозия.
6 апреля 402 года аланская конница под командованием Савла напала на лагерь готов. День для нападения был выбран не случайно. Готы Алариха, исповедующие христианство в форме арианской ереси, праздновали Пасху и не ожидали боевых действий. Для язычника Савла таких религиозных ограничений не было.
Благодаря фактору внезапности аланам удалось перебить много готов, но затем ход сражения повернулся. Савл погиб в бою. Клавдиан так сообщает о гибели вождя аланов: «По команде Стилихона он бросился [в бой] со своей конницей, уготованный судьбой кусать землю Италии в смерти.» Аланы под впечатлением смерти своего предводителя повернули лошадей, оголяя фланг под удар готов. Стилихон спешно поднял легион и под прикрытием пехоты вернул аланов в сражение. По словам Клавдиана римские солдаты бились с ожесточением, не обращая внимания на богатую добычу: «Они ставили кровь выше золота; никто из них не остановился бы, чтобы поднять богатства, лежащие под ногами, но орудуя мечами, они насыщали свою бешеную ярость.»
Римляне захватили обоз Алариха, освободили толпу пленников, возможно удалось пленить жён и детей Алариха.
Хотя Клавдиан прославляет решительную победу римлян, последующие события и отзыв готского историка Иордана о победе готов при Полленции не позволяют сделать однозначного вывода о результате сражения. Сам Клавдиан в очередном панегирике от 404 года («В честь VI консульства Гонория») сообщает, что Аларих после сражения отошёл на юг в Апеннины, причём его конница не пострадала. Проспер Аквитанский в своей хронике заметил, что ни одна из сторон не одержала победы.
Алариху удалось сохранить военную силу, с которой Рим вынужден был считаться.

## После битвы
Стилихон вступил с Аларихом, с которым на одной стороне сражался в 394 году на Фригиде, в переговоры. Как заметил современный автор Х. Вольфрам «Стилихону удалось дипломатическими средствами достичь победы, которой не удалось добиться силой оружия». Был заключен федератный договор, и Аларих двинулся на восток.
Однако по неясным обстоятельствам договор оказался нарушен, летом того же года (или в следующем 403 году) произошло очередное, более значительное (хотя менее известное) сражение при Вероне (в предгорьях Центральных Альп). Стилихон снова нанёс поражение готам, окружил в горах, но выпустил в Иллирик (Балканские провинции), чтобы использовать их военную силу для присоединения к Западной Римской империи этих земель, отошедших при разделе империи к императору Востока.
В первом неудачном походе Алариха в Италию боевые действия велись в долине реки По на севере Италии и завершились возвращением вестготов в те же места (в Эпир), откуда они начали поход. Только теперь они вернулись в качестве федератов Западной Римской империи.